# Молодіжна збірна США з футболу
Молодіжна збірна США з футболу — національна молодіжна футбольна команда Сполучених Штатів Америки, якою керує Федерація футболу США.

## Історія
Молодіжна збірна США є постійним учасником молодіжного чемпіонату КОНКАКАФ з 1976 року. 
У 1981 дебютували на молодіжному чемпіонаті світу, а з 1997 є постійним учасником. Найбіший успіх це четверте місце на чемпіонаті світу 1989 року. 

## Результати на чемпіонатах світу
| Молодіжний чемпіонат світу | Молодіжний чемпіонат світу | Молодіжний чемпіонат світу | Молодіжний чемпіонат світу | Молодіжний чемпіонат світу | Молодіжний чемпіонат світу | Молодіжний чемпіонат світу | Молодіжний чемпіонат світу | Молодіжний чемпіонат світу |
| Рік                        | Раунд                      | МЗ                         | В                          | Н                          | П                          | ГЗ                         | ГП                         |                            |
| -------------------------- | -------------------------- | -------------------------- | -------------------------- | -------------------------- | -------------------------- | -------------------------- | -------------------------- | -------------------------- |
| 1977                       | не кваліфікувалась         | не кваліфікувалась         | не кваліфікувалась         | не кваліфікувалась         | не кваліфікувалась         | не кваліфікувалась         | не кваліфікувалась         |                            |
| 1979                       | не кваліфікувалась         | не кваліфікувалась         | не кваліфікувалась         | не кваліфікувалась         | не кваліфікувалась         | не кваліфікувалась         | не кваліфікувалась         |                            |
| 1981                       | Груповий етап              | 3                          | 0                          | 1                          | 2                          | 1                          | 8                          |                            |
| 1983                       | Груповий етап              | 3                          | 1                          | 0                          | 2                          | 3                          | 5                          |                            |
| 1985                       | не кваліфікувалась         | не кваліфікувалась         | не кваліфікувалась         | не кваліфікувалась         | не кваліфікувалась         | не кваліфікувалась         | не кваліфікувалась         |                            |
| 1987                       | Груповий етап              | 3                          | 1                          | 0                          | 2                          | 2                          | 3                          |                            |
| 1989                       | 4 місце                    | 6                          | 2                          | 1                          | 3                          | 7                          | 9                          |                            |
| 1991                       | не кваліфікувалась         | не кваліфікувалась         | не кваліфікувалась         | не кваліфікувалась         | не кваліфікувалась         | не кваліфікувалась         | не кваліфікувалась         |                            |
| 1993                       | Чвертьфінал                | 4                          | 1                          | 1                          | 2                          | 8                          | 6                          |                            |
| 1995                       | не кваліфікувалась         | не кваліфікувалась         | не кваліфікувалась         | не кваліфікувалась         | не кваліфікувалась         | не кваліфікувалась         | не кваліфікувалась         |                            |
| 1997                       | 1/8 фіналу                 | 4                          | 1                          | 0                          | 3                          | 2                          | 6                          |                            |
| 1999                       | 1/8 фіналу                 | 4                          | 2                          | 0                          | 2                          | 7                          | 7                          |                            |
| 2001                       | 1/8 фіналу                 | 4                          | 1                          | 1                          | 1                          | 5                          | 5                          |                            |
| 2003                       | Чвертьфінал                | 5                          | 3                          | 0                          | 2                          | 9                          | 6                          |                            |
| 2005                       | 1/8 фіналу                 | 4                          | 2                          | 1                          | 1                          | 4                          | 4                          |                            |
| 2007                       | Чвертьфінал                | 5                          | 3                          | 1                          | 1                          | 12                         | 6                          |                            |
| 2009                       | Груповий етап              | 3                          | 1                          | 0                          | 2                          | 4                          | 7                          |                            |
| 2011                       | не кваліфікувалась         | не кваліфікувалась         | не кваліфікувалась         | не кваліфікувалась         | не кваліфікувалась         | не кваліфікувалась         | не кваліфікувалась         |                            |
| 2013                       | Груповий етап              | 3                          | 0                          | 1                          | 2                          | 3                          | 9                          |                            |
| 2015                       | Чвертьфінал                | 5                          | 3                          | 0                          | 2                          | 7                          | 4                          |                            |
| 2017                       | Чвертьфінал                | 5                          | 2                          | 2                          | 1                          | 12                         | 6                          |                            |
| 2019                       | Чвертьфінал                | 5                          | 3                          | 0                          | 2                          | 8                          | 6                          |                            |
| 2023                       | Чвертьфінал                | 5                          | 4                          | 0                          | 1                          | 10                         | 2                          |                            |
| Разом                      | 18/24                      | 71                         | 30                         | 10                         | 31                         | 103                        | 98                         |                            |

## Досягнення
- Молодіжний чемпіонат світу:
  - 4 місце — 1989.

- Молодіжний чемпіонат КОНКАКАФ:
  -  Чемпіон (3): 2017, 2018, 2022
  -  Віце-чемпіон (7): 1980, 1982, 1986, 1992, 2009, 2013, 2024